# Edmund Kieselbach

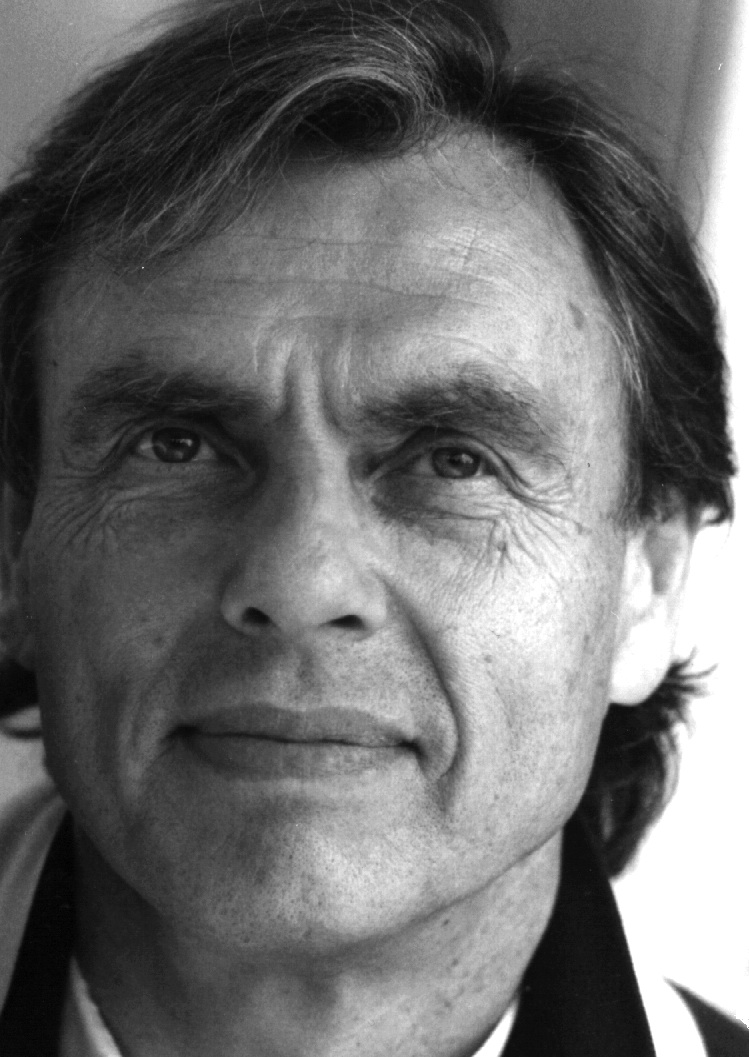
Edmund Kieselbach

Edmund Kieselbach (* 15. November 1937 in Briesen, Pommern; † 7. Juli 2006 in Bochum) war ein deutscher Maler, Grafiker, Klang- und Installationskünstler. Kieselbach ist mit seinen Klanginstallationen und -objekten einer der Begründer der neuen Klangkunst, welche sich in den 1960er Jahren, in Verbindung mit Happenings und dem neodadaistischen Fluxus entwickelte.

## Leben und Werk
Edmund Kieselbach wuchs im ländlichen Umfeld Pommerns auf. Nach der Flucht der Familie lebte diese in Rendsburg, Schleswig-Holstein. Im Alter von 15 Jahren verließ er Norddeutschland und reiste ins Ruhrgebiet, wo ihn der Theologe Emil Krapp zu sich nahm und förderte. Krapp, bei dem er sechs Jahre lebte, machte ihn mit Kandinsky und der abstrakten Kunst vertraut. Kieselbach bezeichnete Krapp später als seinen „geistigen Vater“. In einem Lehrlingsheim absolvierte er zunächst eine handwerkliche Ausbildung als Fahrzeugstellmacher, von 1957 bis 1962 studierte er an der Werkkunstschule Wuppertal. Lehrer waren Krull (Akt), Oberhoff (Malerei), Vostell (experimentelle Typografie), Meckenstock (Kunstgeschichte).
Als Student wehrte er sich gegen die Vorgaben der nachkriegsgeprägten „informellen Malerei“ und deren Lehrer, welche jede Form der unmittelbaren Abbildung von Wirklichkeit ablehnten und deren avantgardistische Rolle er als überholt empfand. Inspiriert durch die Pop Art entfloh er mit seinen Kunststoffbildern, die er kurz nach dem Studium entwickelte, endgültig den von ihm empfundenen Fesseln des „Informel“. Kieselbach bewegte sich damit in einem Kreis von neuen, avantgardistischen Künstlern, welche den abstrakten Expressismus (das Informel) weiterentwickelten und die Alltagskultur in ihre Arbeiten mit einbezogen.
So arbeitete er einerseits mit abstrakten Formen, flocht zugleich aber figürliche Motive und Symbole einer modernen Industriekultur plakativ in seine Bildwelt ein. Teilweise entfernte er sogar den eingrenzenden rechteckigen Rahmen der Bilder und machte ihre Begrenzung durch Umrisse menschlicher Körperteile (Köpfe, Hände) zum Teil des Bildes. Ob dies inspiriert, bspw. durch die „shaped canvases“ (Frank Stella) geschieht, oder aus eigener Idee bleibt offen.
Die intensive Farbigkeit der Bilder und sein schwer zu kontrollierender neuer Malstoff, „flüssiger Kunststoff“, stehen dabei im deutlichen Kontrast zu den Positionen der jungen Düsseldorfer Avantgarde (Gruppe ZERO – Piene, Mack, Uecker), in deren Werken das Monochrome, Licht, Schatten und Bewegung eine große Rolle spielen. Oft wirken seine Kunststoffbilder wie gegossene Abzüge der damaligen Zeit. Sie zeigen eine ornamentartige Mischung aus Naturformen und menschlichen Figuren im Räderwerk eines maschinell anmutenden, lauten Szenarios, das trotz aller positiven Ausstrahlung durchaus als Kritik an einer immer stärkeren Fremdbestimmung des Menschen durch Maschine und Konsum verstanden werden kann. „In den 1960gern ist Rhein und Ruhr ZERO-Land“ und so finden die Kunststoffbilder besonders im nahen Ausland ihre Beachtung. In den Jahren 1967 und 1968 hat Kieselbach sechs Einzelausstellungen, wovon bei der ersten, in Brüssel alle Bilder verkauft werden.

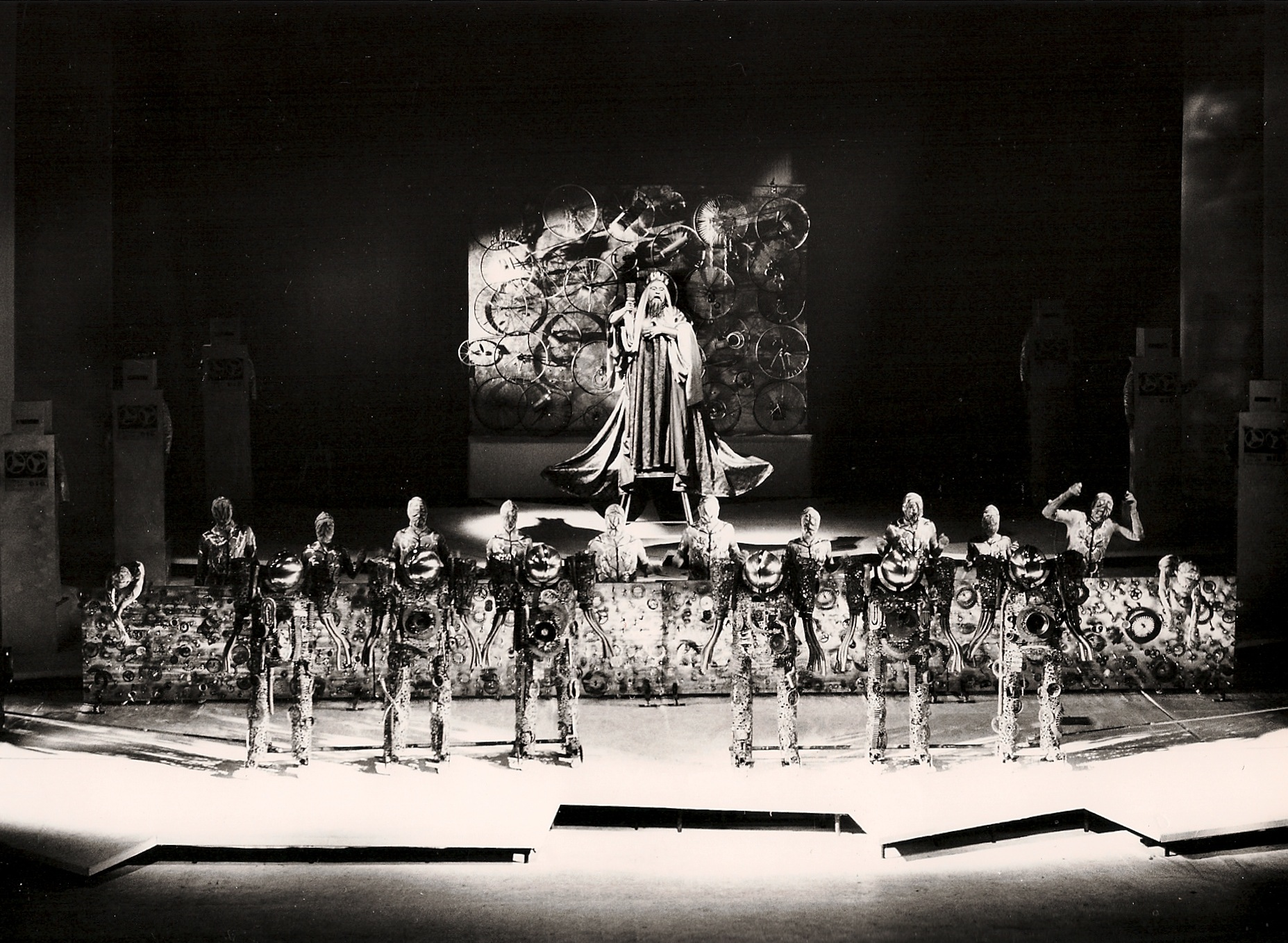
Die Geschichte vom Feuer – Mechanisches Ballett 1968 in Kiel

Im Rahmen seiner Gemäldeausstellungen entstand ein Kontakt zu Hans Schalla, Intendant des Schauspielhauses Bochum, der ihn einlud, das Bühnenbild zu „Caesar und Cleopatra“ zu entwickeln. 1963 traf er auf den Komponisten Dieter Schönbach, damals Musikdirektor des Bochumer Schauspielhauses. Schönbach und Kieselbach wollten zum einen künstlerische Grenzen durchbrechen, zum anderen ging es ihnen darum, ein Gattungen übergreifendes Gesamtkunstwerk in der Musik zu schaffen. Zunächst übernahm Kieselbach den Part der künstlerisch-grafischen Umsetzung der vom Komponisten entwickelten Klangfiguren für das Konzert „Chant Liturgique“ (Schönbach / Kieselbach). 1965 wechselte Kieselbach von den zeichnerischen Partituren zu Installationen und Objekten. Für die Oper „Geschichte von einem Feuer“ (Uraufführung 1968 in Kiel) entwickelte er erste große mechanische Figuren. Klangobjekte, welche in weiteren öffentlichen Aufführungen zu sehen und zu hören waren.
1972 erweiterte Kieselbach den Raum für seine Klangarbeiten. Die Unvereinbarkeit der Kinetischen Kunst mit einer auf den „Guckkasten“ fixierten und begrenzten Bühne führte zum Ausbruch aus diesem Umfeld. Kieselbach suchte neue Aktionsräume für seine Klanginstallationen und -Objekte in Werkhallen und an anderen Orten. Im Rahmen der Kunstausstellung „Szene-Rhein-Ruhr 72“ in Essen entwickelte er eine Klangstraße aus großen, umgestalteten Kabeltrommeln, welche die Besucher involvierten und zu Akteuren der entstehenden Klangcollagen machten.
So sind diese Arbeiten auch der Beginn verschiedener Projekte, die das Ziel hatten „gemeinsam mit Fremden“ Klanginstallationen und -objekte zu entwickeln durch Aktionen am Arbeitsplatz. So wollte sich Kieselbach nie allein auf einen außerhalb des Werkes stehenden Betrachter konzentrieren. Seine Arbeiten beziehen immer den Menschen und das lebendig Figürliche in den kreativen Prozess mit ein, wenn es darum geht, Bilder und Klangbilder zu schaffen. Indem Kieselbach bereit war, die Gedanken und Handlungen „Fremder“ in den Prozess seines Kunstschaffens aufzunehmen, wurden die so entstandenen Werke auch Anlass und Ausdruck gesellschaftlicher Kreativität und Entwicklung. Ganz im Sinne der „Sozialen Plastik“ (1973) von Joseph Beuys und seines Postulats, „Jeder Mensch ist ein Künstler.“ (Gedanken, welche sich aktuell durchaus in musikalischen Projekten, wie dem Youtube Sinfonieorchester widerspiegeln). 1976 gründete Edmund Kieselbach zusammen mit Rolf Glasmeier und Klaus Geldmacher die Gruppe MULTI – Kunst zum Ansehen, Anhören, Anfassen. MULTI nutzte Materialien aus der industriellen Fabrikation, löste diese seriellen Objekte aus ihrer alltäglichen Umgebung und Verwendung und montierte sie zu multimedialen Kunstobjekten.

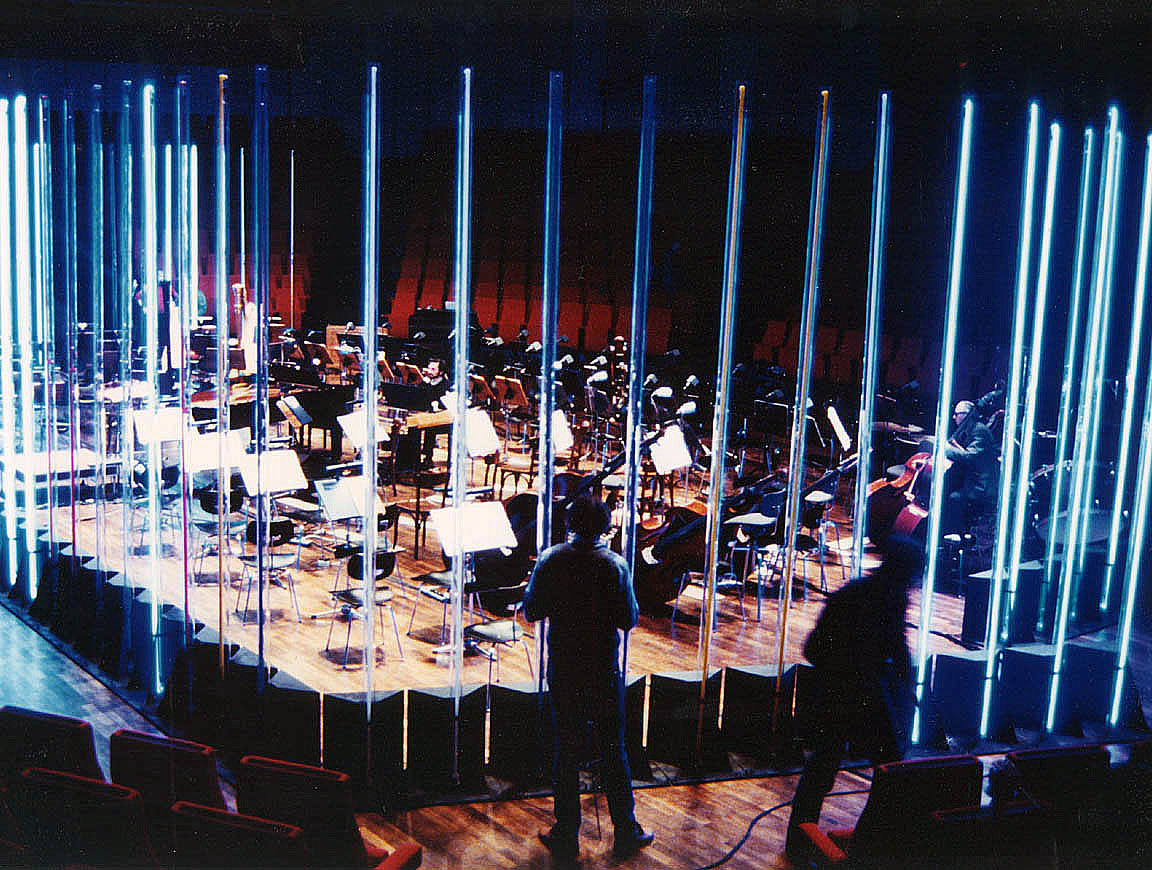
Farb-Licht-Klavier zur werkgetreuen Wiedergabe des Multimedia-Konzert Prometheus von Alexander Skrjabin

Trotz aller neuen Orte für seine Objekte, verließ Kieselbach den „Guckkasten“ Theaterbühne keineswegs ganz, vielmehr versuchte er zusammen mit anderen Künstlern die Begrenzungen der Bühne zu durchbrechen. Fast zwei Jahrzehnte lang beschäftigte sich Kieselbach mit zwei Multimedia-Projekten, der Oper „Apocalyptica“ (1971–1989), die wiederum im Team entstand und bei der Milko Kelemen für die Musik, Fernando Arrabal für den Text und Kieselbach für die Multimedia-Objekte sowie für die Multimediapartitur verantwortlich zeichneten, und mit der Aufführung und visuellen Farbumsetzung des Multimedia-Konzerts Prometheus in werkgetreuer Wiedergabe der Komposition von Alexander Skrjabin mit dem von Kieselbach entwickelten Farbenklavier (1981). Sowohl in der Gesamtkonzeption als auch inhaltlich schloss die Multimedia-Oper „Apocalyptica“, zu der die Vorarbeiten 1971 begannen, die aber erst 1979 in Graz konzertant, als Ballett 1983 in Dresden und als Inszenierung für Pantomimen unter der Leitung von Milan Sládek 1989 in der Kölner Michaeliskirche jeweils erstaufgeführt wurde, an die vorangegangene Multimedia-Produktionen an. Mit der 1971 uraufgeführten Multimedia-Oper „Hysteria – Paradies schwarz“ verband sie das Ziel nach der Abkehr von der Guckkastenbühne.
Mit seinem Farbklavier auf einer Basis von Stäben aus Neon-Röhren knüpfte Kieselbach an eines der frühesten Beispiele von Farb-Licht-Klang-Werken (Farblichtmusik) an und brachte es neu ins Bewusstsein der Kunst und der Wissenschaft. Von 1976 an entwickelte Kieselbach verschiedene große Klangobjekte, in denen er eine klare räumlich-geometrische Form mit Bewegungsabläufen kombinierte, welche den Klang erzeugen. Angetrieben werden sie durch Menschenkraft, Motoren oder in der Natur durch den Wind (Klanghalme / Klangbäume). 1983 traf er auf den Komponisten Klaus Hinrich Stahmer, der als Leiter der „Tage der Neuen Musik 1985“ auf der Suche nach ungewöhnlichen Klängen für sein Projekt in Würzburg war. Beide hatten in ihren Werken die Grenzen zwischen musikalischer und bildnerischer Kunst überschritten und empfanden in ihrem Denken und Schaffen eine große künstlerische Übereinstimmung. Einig waren sie sich auch in ihrer Ablehnung jeglicher Form von modischem Aktionismus in der Kunst. So entstand ein über zwei Jahrzehnte dauernder geistiger und forschender Austausch, in dessen Kontext die Arbeiten von Kieselbach einen Platz an zentralen Positionen in Stahmerschen Musikprojekten einnahmen. So stellten unter anderem die Klangwelten der Kieselbachschen Objekte für Kompositionen von Stahmer die tonale Basis dar, welche wiederum elektronisch bearbeitet und via Tonband der Öffentlichkeit vorgeführt wurden (Herr der Winde 1997).
1987 ging Kieselbach mit dem Installationskünstler Klaus Geldmacher, mit dem er bereits in der Gruppe MULTI zusammengearbeitet hatte, eine mehrjährige Ateliergemeinschaft ein. Die aus dieser Gemeinschaft entstandenen Installationen wurden als Erlebnisraum aus Licht, Bewegung, Skulptur, Klang und Farbe konzipiert und im Rahmen musikalischer Performances in Bewegung gesetzt. Ein besonderes Forum erhielten die beiden Künstler, als sie 1987 ihre überdimensionale „Raum Installation“ im Rahmen der Weltmusiktage der Internationalen Gesellschaft für Neue Musik im Leopold-Hoesch-Museum Düren präsentierten und damit Impulse für eine Weiterentwicklung der Musik in Richtung Geräusch und Umweltklänge gaben.
Nach und nach wurden die Arbeiten von Kieselbach reduzierter. Die transparente und zugleich sehr schlichte visuelle Gestaltung seiner Objekte ermöglichen dem Betrachter / Zuhörer die Konzentration auf das Hören. Das reine Hörerlebnis wird zum Ziel von Kieselbachs Arbeiten, nicht mehr das von Auge und Ohr wahrnehmbare Objekt. Anfang der neunziger Jahre entstehen auf der Suche nach dem ursprünglichen Tonerlebnis in Versuchen erste, durch die Konkrete Kunst inspirierte „Horchobjekte“.
Ein letztes großes Klangprojekt entwickelte Kieselbach 2000 für den Ausstellungssaal des Museums Ostdeutsche Galerie in Regensburg, welches 2002 in Lüdenscheid und 2006 im Rahmen der Ausstellung des Museum Bochum „… und es bewegt sich doch – Von Alexander Calder und Jean Tinguely bis zur zeitgenössischen mobilen Kunst“ erneut installiert und inszeniert wurde. Danach gründete er zusammen mit seiner Frau Renata Kieselbach die private Kunstschule „Innenbild – Atelier der Freien Künste“, deren Leiter und Lehrer er bis zu seinem Tod im Jahr 2006 blieb. Als Künstler konzentrierte er sich wieder verstärkt auf die Malerei. Von 2000 bis 2006 entstanden großformatige Acrylbilder, mit einem starken Fokus auf expressive Gestik und Bewegung.
In seinem künstlerischen Streben ging es Kieselbach um Ganzheitlichkeit verbunden mit multimedialer Vielfalt. Als Student des jungen Wolf Vostell war er inspiriert und geprägt von den sich in den sechziger Jahren entwickelnden Happenings und der Fluxus-Bewegung. Mit bestehenden, althergebrachten Bewertungsmaßstäben und Auffassungen darüber, was Kunst ist, wollte er, wie viele Avantgardisten seiner Zeit, brechen. Es ging darum, zwischen Kunst und Gesellschaft eine neue Einheit herzustellen.
Edmund Kieselbach war Mitglied im Deutschen Künstlerbund.

## Auszeichnungen
- 1975 Stipendium des Kulturkreises der deutschen Wirtschaft im BDI
- 1988 Sonderpreis des Deutschen Künstlerbundes (zusammen mit Klaus Geldmacher) / Werkstipendium des Kunstfonds e. V. Bonn

## Einzelausstellungen (Auswahl)
- 1967/69/70 Brüssel – Galerie L’angle aigu
- 1975 Frankfurt a. M. – Braun & Schlockermann
- 1976 Bochum – Museum Bochum Kunstsammlung
- 1982 Tokio – Asahi Shimbun (Wanderausstellung durch Japan)
- 1988 Stuttgart – Deutscher Künstlerbund / Württembergischer Kunstverein
- 1996 Lüdenscheid – Museen der Stadt Lüdenscheid
- 2000 Regensburg – Museum Ostdeutsche Galerie
- 2001 Kaliningrad – Museum

## Ausstellungsbeteiligungen (Auswahl)
- 1964 Lausanne – Galerie Pauli
- 1967 Lille – Galerie Haute / Ostende – Galerie La chèvre Folle
- 1970 Warschau – Nationalgalerie / Krakau – Museum
- 1971 Basel / Kunstmesse (über „Objekt Art“ Dr. Gunter Zenz)
- 1973 London – Galerie Rotunda
- 1975 Osijek – Ausstellung – Juri Valoch
- 1985 Würzburg – Tage der Musik / Stuttgart – Staatsgalerie
- 1987 Linz – Ars Electronica
- 1990 Lodz – Historisches Museum
- 1992 Paris – Galerie Albert Bernamou / Aachen – Ludwig Forum für internationale Kunst
- 2004 Brünn – Haus der Kunst
- 2005 Hürth – Im Werk P2 (Kunstpreis Kunstverein Hürth)
- 2013 Essen – Galerie Frank Schlag (best of ruhrgebiet)

## Multimedia-Projekte (Auswahl)
- 1965 Konzert „Chant Liturgie“ (mit Dieter Schönbach)
- 1965 Multimedia-Oper „Geschichte nach dem Feuer“ (mit Dieter Schönbach / Otto Piene)
- 1970 Multimedia-Stück „Der Sturm“ (mit Dieter Schönbach)
- 1971 Multimedia-Spiel „Hymnus“ (mit Dieter Schönbach)
- 1972 Multimedia-Ereignis Klangstrasse – Balet-Canzona
- 1974 Multimedia-Oper „Opera Bestial“ – (mit Fernando Arrabal / Milko Kelemen)
- 1979 Multimedia-Oper „Apokalyptica“ – (mit Milko Kelemen / Fernando Arrabal)
- 1981 Lichtklavier zu „Prometheus“ von Alexander Skrjabin (mit Othmar Mága)
- 1987 Performance „Tonfall“ (mit Klaus Geldmacher)
- 1996 Multimedia-Szenarium „Dialog mit dem Wind“ (mit Klaus Stahmer, Milan Sládek, Carin Levine)
- 2001 Konzert & Klanginstallation „Die Jahreszeiten für Oboe und Horchrohre“ – (mit Klaus Hinrich Stahmer / Ricardo Rodrigues)

## Diskografie
- 1972 Multimedia-Spiel: „Morgen nach dem Feuer – Hymnus 2“ Multimedia Group – Blumenfeld-Kieselbach-Schönbach Katalogbegleitende Schallplatte mit Auszügen aus dem Stück
- 1985 sound sculptures (LP) Konzeption K.H. Stahmer, Produktion Hochschule für Musik, Würzburg / Wergo Schallplatten GmbH, Mainz – SM 1049/50 – spectrum
- 2000 Horchen (Audio-CD) – Edmund Kieselbach, Klaus Hinrich Stahmer / AMA-Musikverlag www.ama-verlag.de, Produzent Dave Maler EAN 4 018262 266269 / Art.Nr. 626624
- 2009 Silence Is the Only Music (CD) Komponist: Klaus Hinrich Stahmer Stück Nr. 6 – „To lose is to have“ für Akkordeon, chinesische Bronzeglocken und Horchrohre (1999) Interpreten – Andrea Carola Kiefer, Edmund Kieselbach / WERGO – a division of SCHOTT, Mainz artist.cd